# Emil Göing
Emil Göing (* 31. Januar 1912 in Hannover; † 14. Juni 1994 in Usingen) war ein deutscher Basketballnationalspieler und -funktionär.

## Laufbahn
Göing stammte aus Hannover, beim TC Limmer spielte er Handball auf Spitzenniveau. Basketball spielte er unter anderem an der Heeressportschule Wünsdorf unter Hugo Murero sowie in Göttingen.
1936 nahm Göing mit der deutschen Basketballnationalmannschaft an den Olympischen Sommerspielen in Berlin teil. Er gehörte zu den Leistungsträgern der deutschen Mannschaft und bestritt bis 1942 weitere Länderspiele und war nach 1939 teils Spielertrainer.
Auf Vereinsebene gewann er mit dem MTV Wünsdorf 1938 das Basketballturnier beim Turn- und Sportfest in Breslau, was inoffiziell als erste deutsche Meisterschaft erachtet wird.
Göing befand sich während des Zweiten Weltkrieges als Soldat unter anderem an den Fronten in Frankreich und der Sowjetunion im Kampfeinsatz, nach dem Ende des Krieges lebte er in Göttingen, der Heimatstadt seiner Ehefrau. Er war entscheidend am Aufbau von Basketballstrukturen in der Stadt beteiligt. Göing gründete 1946 die Basketballabteilung der Spielvereinigung Göttingen (SVG) und war für die Mannschaft der SVG auch als Spieler aktiv, mit der er 1947 als Vertreter Niedersachsens an der ersten Nachkriegs-Meisterschaft in Darmstadt teilnahm und den dritten Platz errang. Auf Funktionärsebene leitete Göing den Fachbereich Basketball im Sportbund Niedersachsen. 1950 war er an der Gründung des niedersächsischen Basketballverbandes beteiligt und übernahm den Posten des Vorsitzenden, den er bis 1956 innehatte.
Göing betrieb einen Tabakladen in Göttingen, er starb 1994 in Usingen. „Der deutsche Basketball ist in seinen beiden Aufbauphasen vor und nach dem Krieg ohne die vielseitige Mitwirkung Emil Göings nicht denkbar“, würdigte Hans-Dieter Krebs im DBB-Journal, dem Blatt des Deutschen Basketball Bundes, Göings Verdienste.